# Zesticelus bathybius
Zesticelus bathybius är en fiskart som först beskrevs av Günther, 1878.  Zesticelus bathybius ingår i släktet Zesticelus och familjen simpor. IUCN kategoriserar arten globalt som otillräckligt studerad. Inga underarter finns listade i Catalogue of Life.

## Bildgalleri

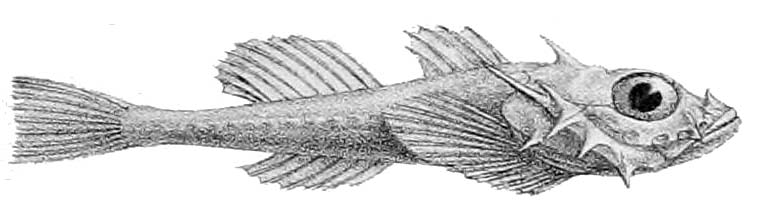
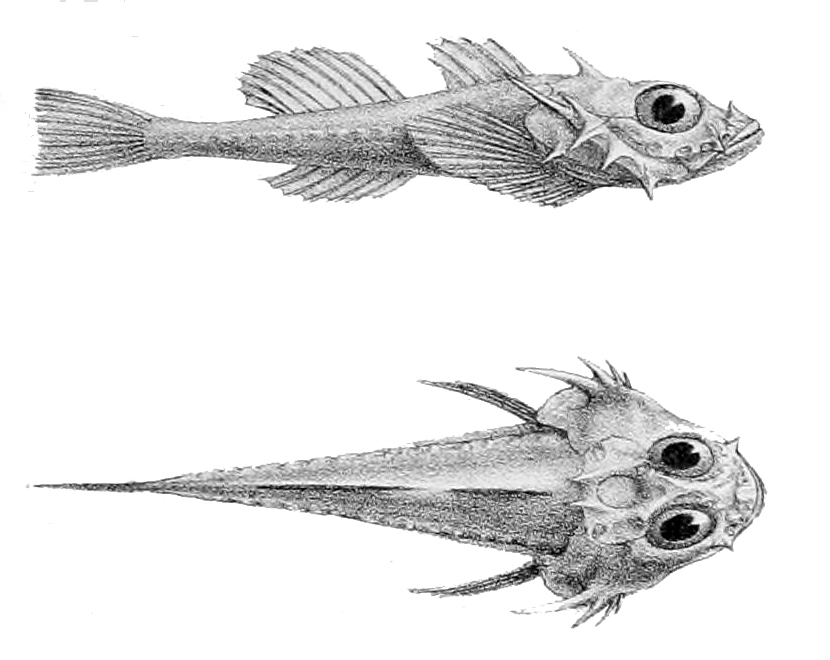